# Otto Christman
Otto Lorne Christman (* 20. Februar 1880 in Normanby, Grey County, Ontario; † 26. September 1963 in Orillia, Ontario) war ein kanadischer Fußballspieler.

## Karriere
Otto Christman nahm mit dem Galt FC an den Olympischen Sommerspielen 1904 in St. Louis teil. Neben dem Galt FC nahmen noch mit dem Christian Brothers’ College und der St. Rose School of St. Louis zwei weitere Mannschaften am Turnier teil. Die Mannschaft des Galt FC besiegte beide  US-amerikanischen Mannschaften und wurde somit erster Olympiasieger. Christman kam in einem der beiden Spiele zum Einsatz.
Neben dem Fußball war Christman auch Mitglied im Ontario Curling Club. Er diente beim Orillia Soldiers Memorial Board und arbeitete als Verkäufer für Sherwin-Williams.